# I Won't Be Home for Christmas
I Won't Be Home for Christmas llamado No estaré en casa en Navidad en Hispanoamérica y No estaré en casa por Navidad en España, es un episodio perteneciente a la vigesimosexta temporada de la serie animada Los Simpson, emitido originalmente el 14 de diciembre de 2014 en EE. UU.. El episodio fue escrito por Al Jean y dirigido por Mark Kirkland.

## Sinopsis
El episodio comienza con el Sujeto de las Historietas y Kumiko Albertson viendo el Star Wars Cosmic Special, con Jeffrey en estado de shock porque el especial es peor de lo que recuerda, y Kumiko afirmando que él tiene todo el derecho de estar enojado con ella.  
Homer planea cumplir con Marge y desea de salir del trabajo a tiempo y llegar a casa para celebrar la Navidad con su familia. Sin embargo, se detiene en el camino a casa a tomar una copa en la taberna de Moe, y cuando él dice que es hora de que se vaya a casa Moe lo convence para pasar la noche fuera de Nochebuena en su bar cuando Moe admite estar solo y deprimido. Homer pierde la noción del tiempo y cuando finalmente llega a casa, Marge se enfurece con él y lo echa, diciendo que ella no lo quiere en la casa en Navidad. Homer se marcha en una odisea a través de una Springfield desierta y fría, con Moe agravando su tristeza cuando Homer aparece para tratar de hablar con él (y para colmo de males, el coche de Homer se remolca con su teléfono celular congelado en su interior). Cuando Marge le dice francamente a Bart y a Lisa que ella no está dispuesta a perdonar a Homer, Moe se baja por la chimenea del 742 Evergreen Terrace por alguna razón y le dice a Marge la verdad sobre por qué Homer llegó tarde en la víspera de Navidad. Marge intenta llamar a Homer, pero como perdió su teléfono, ella acaba de salir a buscarlo. Homer termina en una miserable sala de cine local para ver una deprimente película: La vida es bella - tipo de película en torno a otras almas perdidas como Kirk Van Houten, la señora loca del gato, y por supuesto Gil.  
Después de que Marge busca a través de la ciudad y Homer termina en una fiesta deprimente para los trabajadores de centros comerciales, cada uno tiene epifanías: Homer dice que estar sin su familia en Navidad es mucho peor que estar con ellos, y Marge dice que ella no siempre debe asumir que Homer está haciendo cosas estúpidas sin razones. Los dos finalmente se reconcilian y esperan un feliz año nuevo.  
La escena final muestra imágenes del siguiente episodio The Man Who Came to Be Dinner.
El gag de sofá es una referencia a Frozen.

## Recepción

### Crítica
Dennis Perkins de The A.V. Club dio al episodio una B-, diciendo: 

«El primer episodio Simpson fue uno de Navidad. Se emitió hace 25 años en esta semana. Que «I Won’t Be Home For Christmas» este a punto de afectar como ese primer episodio es instructivo. Los encantos irregulares de «Simpsons Roasting On An Open Fire» fueron el resultado desigual de un espectáculo que no sabía lo que era. El placer moderado a ser extraído de «I Won’t Be Home For Christmas» proviene de un show que está tratando de exprimir un poco de corazón y se ríe de un cuarto de siglo de territorio bien pisado. Los placeres son insignificantes, pero son con esfuerzo».

### Audiencia
El episodio recibió una audiencia de 6 520 000 millones de televidentes, siendo el programa más visto de la Fox esa noche.